# Bacá
Una bacá según el folclore dominicano y mexicano, es una criatura animal o artificial demoníaca creada a través de la brujería. Mediante un pacto, este puede concederle bienes materiales y protección a su poseedor.
Dichas criaturas son provenientes de San Juan de la Maguana.

## Descripción
Aunque comúnmente se les describe como vacas, según el folclore estos pueden convertirse en cualquier animal doméstico, como Bueyes, Toros, gallos, gatos, ETC. aunque aparenten ser inofensivos. Se les describe en muchas ocasiones como un perro grande de ojos rojizos, algunas personas afirman que tiene alas. Otros afirman que son criaturas de distintas piezas animales. También, según algunos estudiosos, se piensa que pueda ser un producto de una imaginación colectiva, porque mayormente es avistado en la clase baja de la población, producto de la falta de conocimiento de la misma.

## Los Tipos De Pactos
Según el folclore, el pacto para la formación de estas criaturas amerita un sacrificio de al menos un alma, pero existen diferencias en la cantidad de almas o de quienes son, pues puede ser:
- A cambio del alma de primogénito de quien realiza el pacto.
- A cambio del alma de cualquier hijo de quien realiza el pacto.
- A cambio del alma de quien realiza el pacto.
- A cambio de un alma diariamente. Generalmente los sacrificados son los que se arriesgan a cruzar por el territorio custodiado por el bacá o baká después de ciertas horas en la noche (El folclore habla de 12am, puesta del sol y 3am). Si el bacá no ha logrado 'alimentarse' antes de la subida del sol, se llevará un alma de alguien de menor valor en el territorio: Iniciará por los empleados (si hay), continuando por los hijos, hasta eventualmente 'alimentarse' de su 'amo' (el pactario).

## Herencia
En algunas versiones de los cuentos es posible heredar un bacá:
- En caso de la muerte del propietario (Y no de sus hijos),  el bacá pasará al hijo mayor.
- En caso de la muerte del propietario (Y sus hijos),  el bacá pasará al familiar más cercano.
- En caso de la muerte del propietario (Y sus hijos),  el bacá pasará al próximo propietario de la tierra, sea este propietario por herencia familiar o por compra.

## Condiciones
El bacá no puede salir mientras esté el sol arriba, ni puede abandonar el terreno a no ser exorcisado por un sacerdote profesional (es decir, exorcisar la tierra durante el día).